# 开河寺石窟
开河寺石窟，位于山西省阳泉市平定县岩会乡乱流村西魁头山，是中华人民共和国全国重点文物保护单位之一。
2004年6月10日，公布为山西省文物保护单位，2013年5月公布为全国重点文物保护单位，是一座石窟寺。